# Patriziat (Bern)

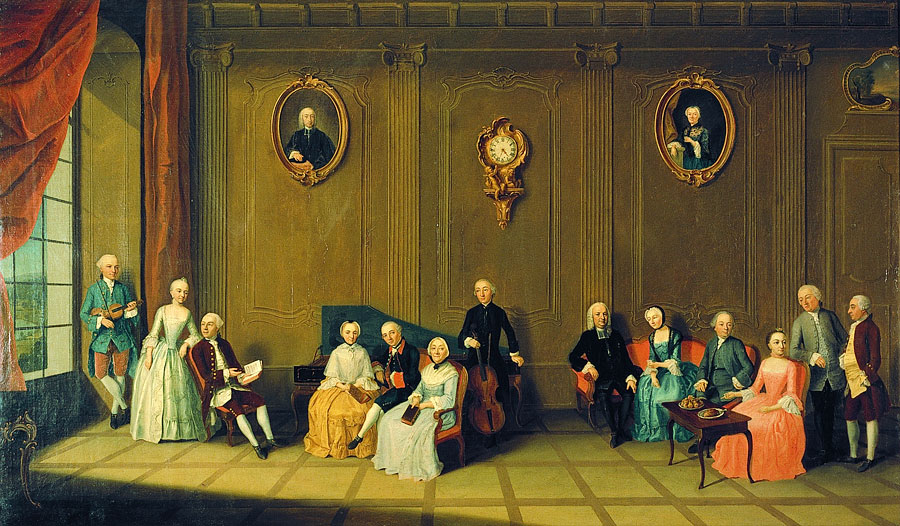
Die Familie Stettler am Münzrain in Bern, Gemälde von Johann Ludwig Aberli (1757)

Das Patriziat der Reichsstadt Bern, später der souveränen Stadt und Republik Bern, war seit der frühen Neuzeit durch immer stärkere Abgrenzung das eigentliche Machtzentrum Berns bis zur französischen Besetzung im Jahr 1798.

## Geschichte (bis 17. Jahrhundert)

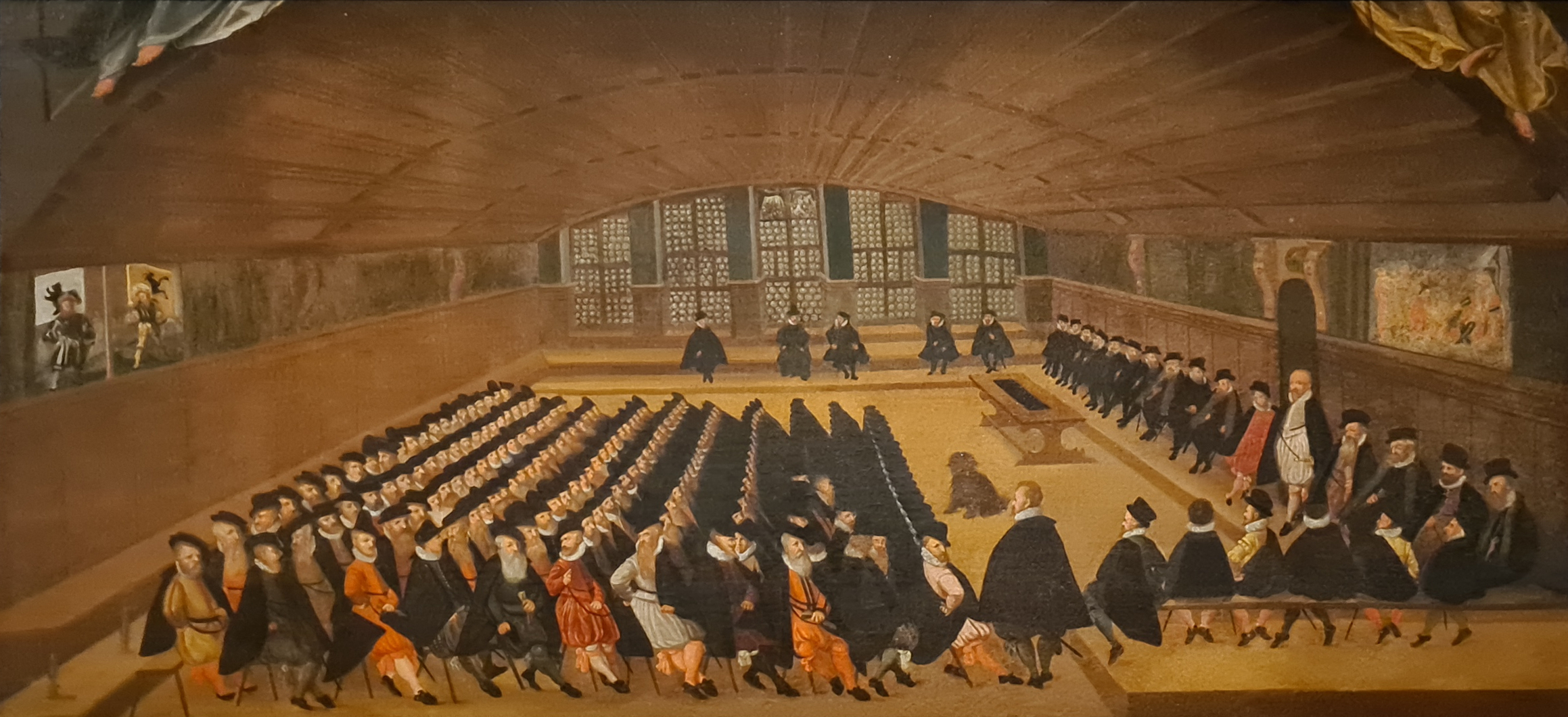
Empfang von Gesandten durch den Rat in der Burgerstube im Berner Rathaus (um 1600)

In der Reichsstadt Bern verschmolzen Adelsgeschlechter und aufsteigende Notabelnfamilien bereits im 13. Jahrhundert durch Heiraten, die für beide Seiten vorteilhaft waren, was spätestens im 15. Jahrhundert zu einem faktischen Patriziat bzw. einer Städtearistokratie führte. Diese spätmittelalterliche Oberschicht setzte sich zusammen aus stadtsässig gewordenem altem bernischem Landadel (so etwa den von Erlach) oder auch zugewandertem Uradel (z. B. den von Bonstetten, von Mülinen, de Gingins), aus wohlhabend gewordenen Kaufmannsfamilien (Lombach, Manuel, May), auch solchen, die  bisweilen einen Adelsbrief vom römisch-deutschen Kaiser oder von einem ausländischen Potentaten erhielten (etwa die von Diesbach oder von Wattenwyl) sowie aus bürgerlichen Notabeln, die über die Ausübung von Verwaltungsämtern aufstiegen. (Siehe auch: Schweizer Adel).
Eine bernische Besonderheit ist die Verstreutheit der Bürgerschaft infolge der Grösse des Flächenstaates. „Vor allem die in den Udelbüchern aufgezeichneten Ausbürgeraufnahmen dokumentieren die städtische Herrschaftsbildung auf dem Land in einer Weise, wie sie für keine andere spätmittelalterliche Stadt nördlich der Alpen überliefert ist“. Dies führte in Bern dazu, dass im Spätmittelalter zwei Drittel der Bürger nicht in der Stadt ansässig waren, sondern als Ausburger auf dem Land. Sie waren udelpflichtig, besassen aber das volle Bürgerrecht und konnten in den Rat und in Ämter gewählt werden. Die Niedere Gerichtsbarkeit lag zum Teil bei den adligen Grundherren, den sog. Twingherren (siehe: Zwing und Bann), aber auch bei Landstädten und geistlichen Gemeinschaften. Allerdings wurden die Bedingungen im Laufe des 15. Jahrhunderts erschwert und die regierende Oberschicht begann sich abzuschliessen.
Wenige Jahre nach der Loslösung vom Heiligen Römischen Reich durch den Westfälischen Frieden von 1648 schuf Bern eine eigene gesellschaftliche Rangordnung, die sich nicht nach dem Adelsrecht im Reich richtete. 1651 wurde die Burgerschaft per Dekret in Burger, Ewige Einwohner und Hintersässen (Stadtbewohner ohne politische Rechte) unterteilt. Die ewigen Einwohner besassen alle wirtschaftlichen Rechte eines Burgers und durften sich dauernd in der Stadt niederlassen, verfügten aber nicht über das aktive und passive Wahlrecht. Damit war die Grundlage für das aristokratische Regierungssystem, in dem sich nur wenige Familien die einträglichen Ämter teilten, geschaffen. Die Zahl der „regimentsfähigen Familien“ verkleinerte sich von 540 (Mitte des 17. Jahrhunderts) auf 243 (Ende des 18. Jahrhunderts). Die Gemeindeversammlung wurde überhaupt nicht mehr einberufen, faktische Vertreter der bernischen Burger wurden die Gesellschaften (Zünfte), denen auch das Armenwesen oblag.
Trotz des Macht- und Gebietszuwachses blieb die mittelalterliche oligarchische Regierungsform des Ancien Régimes bis Ende des 18. Jahrhunderts bestehen: Der Kleine Rat (französisch Petit Conseil) setzte sich, ebenso wie in den meisten anderen Stadtorten der Alten Eidgenossenschaft, aus den höchsten Amtsträgern der Stadt und weiteren Bürgern zusammen, die meist aus wenigen alteingesessenen Familien stammten. Er war bis 1798 die Obrigkeit des Kantons und verfügte über umfassende Machtbefugnisse. Seine Mitglieder, die als Ratsherren bezeichnet wurden, waren die eigentlichen Machthaber der Republik und bildeten durch ihren exklusiven Zugang bzw. durch ihre Kontrolle über die Zugänge in dieses Gremium den inneren Kreis des Patriziats. Der Grosse Rat hingegen war nur nominell die höchste Entscheidungsinstanz. Er hatte stets mindestens 200 und höchstens 300 Mitglieder und wurde bei Vakanzen durch Wahlabsprachen ergänzt. Der Kleine Rat, die eigentliche Regierung, wurde aus Mitgliedern des Grossen Rates gebildet. An der Spitze stand der «regierende» Schultheiss, der nach einem Jahr – am Ostermontag, dem Höhepunkt des politischen Lebens in Bern – vom «stillstehenden» Schultheissen abgelöst wurde. Die Rotation verhinderte, dass einzelne Personen oder Familien zu mächtig wurden, wie es in den oberitalienischen Städten passiert ist, wenn eine Stadtrepublik sich unter einem Stadtherrn in eine Signoria verwandelte.
Die Republik Bern wurde zwar faktisch zu einer Aristokratischen Republik, indem der Zugang in den Grossen Rat und besonders in den Kleinen Rat von den regierenden Familien kontrolliert wurde, jedoch gab es keinen festgeschriebenen Numerus clausus „ratsfähiger“ Familien für den Kleinen Rat, wie er in manchen süddeutschen Reichsstädten existierte, idealtypisch beim Nürnberger Patriziat, das 1521 mit dem sogenannten  „Tanzstatut“ den Zugang zum „Inneren Rat“ ausdrücklich auf die darin aufgelisteten patrizischen Familien beschränkte. (In ähnlicher Weise war das Patriziat von Venedig bereits 1297 mit dem „Libro d’Oro“ vorgegangen, allerdings war der Kreis der herrschenden Familien dort weiter gefasst und auch die nicht-herrschenden hatten weitgehende Freiheitsrechte.)
Innerhalb der Kategorie der Patrizier (Regierenden) wurde allerdings eine offizielle Rangordnung geschaffen, welche die drei Prädikate „Wohledelfest, Edelfest“ und „Fest“ umfasste. Diese basierte auf Adelsnachweisen, Briefadel, dem Schultheissenamt und diplomatischen Aufträgen (temporär) und diente eher den Status- und Rangbedürfnissen als dem Machtzugang.

## Geschichte (18. Jahrhundert)

Wappentafel der burgerlichen Geschlechter, Franz Niklaus König (1796)

Noch im 18. Jahrhundert galten für die Einwohnerschaft Berns die Abstufungen Burger, Ewige Einwohner und Hintersässen. Alle Gesellschaften (Zünfte) waren ab 1651 gehalten, in ihren Listen diese Einteilung strikt vorzunehmen. Nach 1600 ins Burgerrecht Aufgenommene wurden in den meisten Fällen zu Hintersässen zurückgestuft. Die Kanzlei führte zunächst eine Liste derjenigen Geschlechter, die ein Prädikat führen durften. Vier Statusgruppen bildeten sich heraus, die sich in ihrer Titulatur unterschieden: „Wohledelvest“, „Edelvest“, „Vest“, „Liebe und Getreüwe“ (siehe Tabelle unten). Eine allfällige Änderung des Prädikats war Angelegenheit des Grossen Rates.

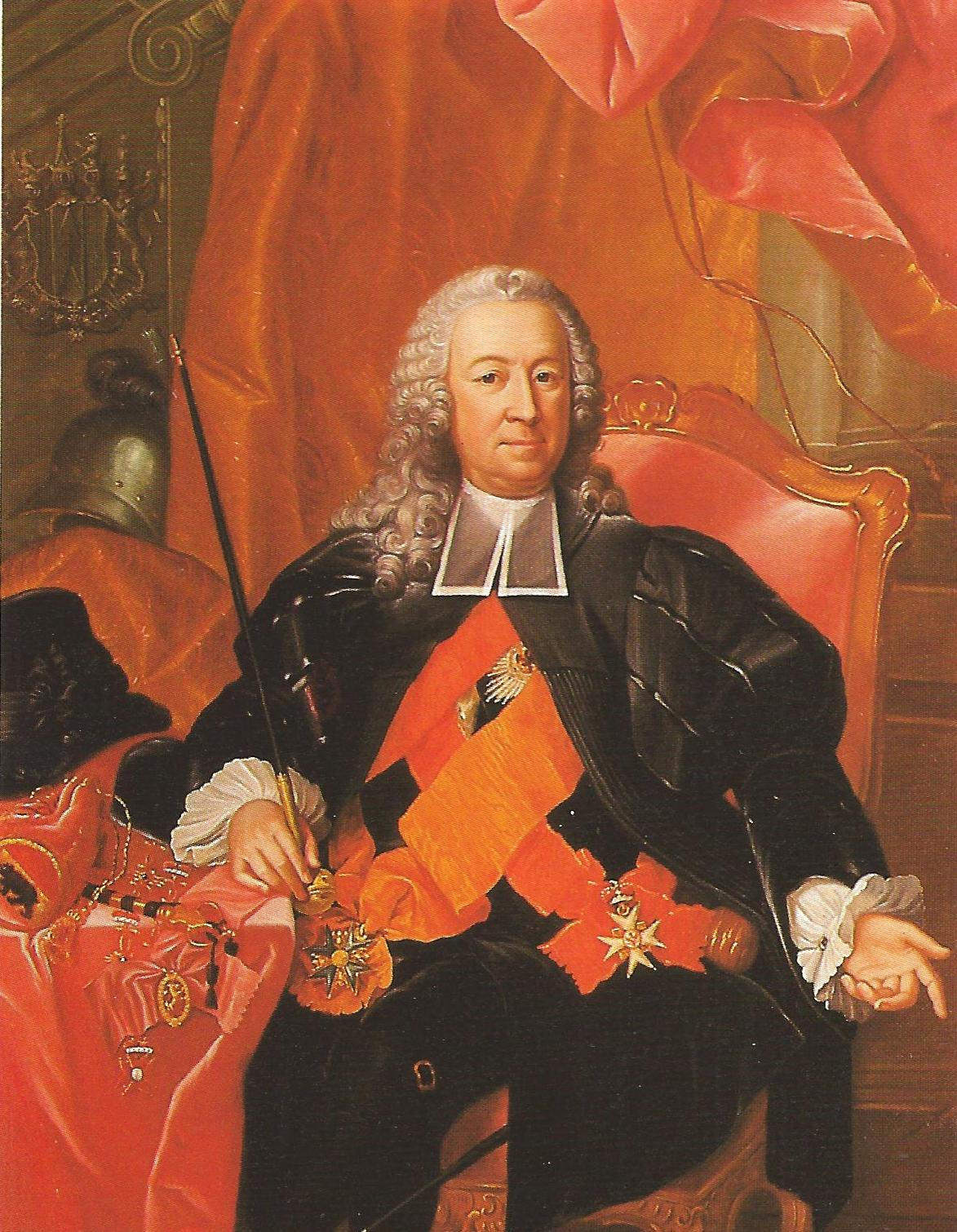
Reichsgraf Albrecht Friedrich von Erlach als Schultheiss von Bern (um 1760)

In der offiziellen Liste von 1731 waren unter „Wohledelfest“ sieben Geschlechter aufgelistet: von Bonstetten, von Diesbach, von Erlach, von Luternau, von Mülinen, von Wattenwyl. Ferner als temporäre Ausnahme der Venner Niklaus Dachselhofer aus der Gruppe der „Vesten“, der das Prädikat „Wohledelfest“ lediglich bei seiner Gesandtschaft nach Frankreich führen durfte, während die anderen sechs Geschlechter von jeher als „wohladelig“ galten. Von diesen stammen vier aus dem mittelalterlichen Ministerialadel (Bonstetten, Erlach, Luternau, Mülinen), die übrigen beiden (Diesbach, Wattenwyl) hatten im 15. Jahrhundert Adelsbriefe erhalten. Sie alle waren zwischen dem frühen 13. Jahrhundert und dem Jahr 1500 nach Bern zugewandert.
Als „Edelfest“ – mit dem Zusatz adelmässig – galten alteingesessene Burger, etwa die Lombach, Manuel oder May, ferner nach 1500 zugewanderte alte Adelsgeschlechter aus dem Waadtland (de Gingins, de Sacconay und de Goumoëns), dem Tessin (von Muralt) oder Patrizier aus anderen Orten (Tscharner aus Chur). Ohne, oder nur mit seit kürzester Zeit verbrieftem Adel, jedoch in ihrer Eigenschaft als Schultheissenfamilie wurden auch die Nägeli, Steiger (von Rolle) und Manuel zu den Edelfesten gezählt.
Hingegen lediglich das Prädikat „Fest“ trugen die Schultheissenfamilien von Graffenried, Kilchberger und Dachselhofer; zu den Festen zählten etwa auch die von Büren, Frisching, Morlot, Stürler, Willading, Thormann, Zehender und weitere. Die meisten von ihnen stiegen über Landvogtsämter und andere Funktionen erst in den Grossrat, dann in den Kleinrat auf, letzteres oft nach Erwerb von Grundherrschaften, nicht selten durch Heirat.
Ende 17. Jahrhundert stieg die Anzahl neuer, im Ausland erworbener Adels- und Freiherrendiplome in Bern rasch an. Die seit dem frühen 13. Jahrhundert in Bern ansässigen von Erlach wurden 1712 sogar in den Reichsgrafenstand erhoben. Während vieler Jahre wurden die Geschlechter in den offiziellen Listen danach eingestuft, bis der Grosse Rat 1731 beschloss, dass alle Diplomata, sie seyen dissmahlen vorgewiesen worden, oder andern die gegenwärtig nit bekannt, in unseren Statt und Landen keine Kraft noch Gültigkeit haben sollen. Darin wurden auch Namens- und Wappenbesserungen eingeschlossen. Als Philipp Magran (1681–1758) für sich erfolgreich das Prädikat Edelfest beanspruchte, beschloss der Grosse Rat 1737 auf Antrag der Vennerkammer, dass dieses Prädikat auf Anfrage ausnahmslos allen regimentsfähigen Geschlechtern gestattet werden solle, nach dem Grundsatz is nobilis qui imperat (etwa: „adlig ist wer das Sagen hat“). Die Vennerkammer verurteilte in ihrem Gutachten den Drang ihrer Standesgenossen, sich über andere zu erheben. Diesen Umständen konnte nur Abhilfe verschafft werden, indem alle Burger staatsrechtlich gleichgestellt wurden. Das Prädikat sollte nun allen Regimentsfähigen gestattet sein, fand allerdings nur im Zusammenhang mit der Diplomatie, also bei Auslandsaufenthalten Verwendung. Innerhalb Berns wurde stets nur der Herrentitel verwendet, sowie Anreden (Titulaturen) für alle ständischen Abstufungen. Als Regimentsfähiger durfte man die Anrede Edelgeboren beanspruchen.
Die regimentsfähige Burgerschaft bestand am Ende der alten Stadtrepublik aus 243 nicht im Grossen Rat vertretenen Familien und 76 tatsächlich regierenden Familien, dem sogenannten Patriziat. In späteren Abschriften aus dem Polizeibuch erscheinen aber nur noch die Abstufungen Patricien-Burgeren und Hintersässen.
Die regierende Schicht versuchte während des ganzen 18. Jahrhunderts, die rechtliche Gleichheit unter den Regimentsfähigen zu fördern. In Tat und Wahrheit sonderte sich die immer kleiner werdende Schicht der Regierenden allerdings je länger desto mehr ab, was ein unüberbrückbares soziales Auseinanderklaffen innerhalb der regimentsfähigen Geschlechter zur Folge hatte. Die Regierenden trafen sich in abgeschlossenen Freundeskreisen, den Leisten, der Bogenschützengesellschaft und ab 1759 in der Grossen Sozietät.
1723 kam es in der Waadt zur Revolte von Major Davel gegen die Berner Herrschaft, die allerdings ebenso wenig Erfolg hatte wie der besonders im Ausland vielbeachtete, als Henzi-Verschwörung bezeichnete Versuch einer Gruppe von Bernburgern unter Samuel Henzi von 1749, der Alleinherrschaft der wenigen regierenden Patrizierfamilien ein Ende zu setzen. Am 9. April 1783 – Freiburg im Üechtland machte es ein Jahr vorher vor – erliess der Grosse Rat der Stadt und Republik Bern ein Dekret, wonach allen regimentsfähigen geschlechteren von Bern erlaubt und freigestellt sei, das Adelsprädikat („von“) zu führen. Davon machten bis 1798 aber lediglich 16 der regierenden Geschlechter durchgehenden Gebrauch, darunter so bekannte wie die Frisching. 1795 finden sich allerdings einzelne Angehörige auch nicht regierender Familien oder Familienzweige unter den Trägern des Partikels, etwa der Spezierer Johann Rudolf von Ernst, der Hafner Emanuel Jakob von Fruting, der Pfarrer Johannes von Lutz, der Landschreiber Johann Franz von Meyer und der Major Johann Ludwig von Wäber.
Die unter dem Eindruck der sich bereits anbahnenden Französischen Revolution und der ihr vorausgehenden Verfassungsdiskussionen in Paris im Jahre 1785 am Schultheissenthron angebrachte Devise FREIHEIT GLEICHHEIT, welche der Bildhauer Johann Friedrich Funk angefertigt hatte, galt faktisch nur noch für rund 50 regierende von insgesamt 243 regimentsfähigen Familien. Kleinere Geschlechter wie die Dittlinger, Nöthiger oder Späting wurden sukzessive aus den Ämtern verdrängt.
Mit dem Franzoseneinfall marschierten am 27. Januar 1798 französische Truppen ins Berner Waadtland ein und drangen immer weiter in die Schweiz vor. Bern musste sich, nachdem die Regierung bereits kapituliert hatte, trotz heftigen Widerstandes nach der Schlacht am Grauholz Anfang März geschlagen geben.

## Geschichte (19. Jahrhundert)

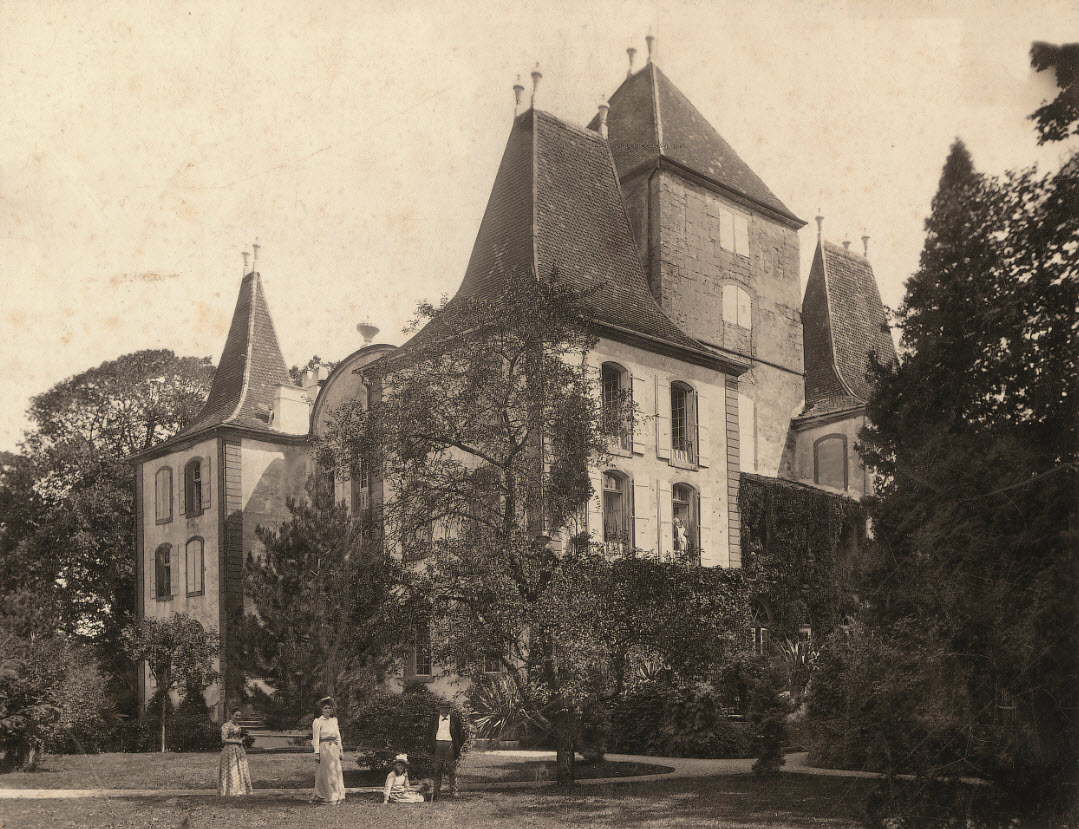
Arthur Albert Vinzenz von Stürler mit seiner Familie im Park von Schloss Jegenstorf (um 1890)

Nach 1798 verschwanden die Adelspartikel weitgehend und wurden erst in der Restauration wieder verwendet. Durch sie wurde 1815 das alte Herrschaftssystem wieder eingeführt. Nun stellten die Patrizier der Stadt Bern 200 der 299 Grossräte des Kantons; Bern erhielt – neben Zürich und Luzern – den Status eines Vororts. Zahlreiche ehemals regimentsfähige Geschlechter liessen sich den Adelspartikel im 19. Jahrhundert, basierend auf dem Dekret von 1783, durch die Burgergemeinde Bern offiziell bestätigen, um sich als alte Elite von der neu – zumeist aus dem Handwerkerstand aufsteigenden – Bourgeoisie zu unterscheiden.
1832 wurde neben der Burgergemeinde neu die Einwohnergemeinde, in der alle ansässigen Bürger mit einem Mindestvermögen stimmberechtigt waren, geschaffen. 1846 wurde die Kantonsverfassung im Sinn der Radikalen revidiert, die bis 1893 in Kraft blieb. Am 5. September 1832 erklärte die Kantonsregierung die Verfassung der Stadt Bern für aufgehoben und den Stadtrat für abgesetzt. In den darauffolgenden Wahlen blieben das Patriziat und später die Konservativen in der Stadt in der Mehrheit.
Formell verloren die «Gnädigen Herren» in den Städten der Schweiz ihre Macht vorübergehend mit der Helvetischen Republik und definitiv mit den liberalen Revolutionen in den 1830er und 1840er Jahren, (Regeneration 1831 und Sonderbundskrieg 1847). Die ehemaligen Patrizierfamilien spielten aber noch bis zum Beginn des 20. Jahrhunderts eine wichtige Rolle und konnten ihren Einfluss in der Schweizer Politik und Wirtschaft über lange Zeit erhalten.

## Titulaturen nach Statusgruppen
In der folgenden alphabetischen Tabelle, gültig von ca. 1651 bis 1737, wird die Titulierung mit dem Adelspartikel von für die Geschlechter übernommen, die 1651 oder 1731 so tituliert wurden.
Bei Geschlechtern, die nach 1651 in die entsprechende Statusgruppe aufgestiegen waren, ist die entsprechende Jahreszahl in runden Klammern aufgeführt. Bei Familien, die im Mannesstamm ausgestorben sind, ist dies mit dem Symbol † und der Jahrzahl angegeben.
| 1. Gruppe: „Wohledelvest“ | 2. Gruppe: „Edelvest“ | 3. Gruppe: „Vest“ | 4. Gruppe: „Liebe und Getreüwe“ |
| --- | --- | --- | --- |
| - von Bonstetten (seit 1652) - von Diesbach († 1917) - von Erlach - von Luternau (seit 1669, † 1901) - von Mülinen († 2008) - von Wattenwyl | - de Gingins († 1911) - de Goumoëns (ab 28. Mai 1710) - Graviseth († um 1910) - von Ligerz († 1819) - Lombach († 1855) - Manuel - May - Michel von Schwertschwendi († 1742) - von Muralt - Nägeli († 1741) - de Sacconay (seit 3. Nov. 1712) - Steiger (von Rolle) - Tscharner | - von Büren - Dachselhofer († 1897 in Bern) - Frisching - von Graffenried - Kirchberger (seit 1684, † 1838) - Lentulus († frühes 20. Jh.) - Morlot - von Römerstal - Sinner (a tempore Patris Domini Consulis circa annum 1700) - Stürler - Thormann - Tillier (a tempore patris domini qaestoris) - Willading - Wurstemberger - Wyttenbach - Zehender | Übrige Regimentsfähige, zum Beispiel: - Effinger († 1912) - Fellenberg - Fischer - Haller - Jenner - Lerber - Rodt - Tschiffeli († 1897) - von Werdt |

## Besitzungen
Der Besitz von Herrschaften oder Freiherrschaften mit entsprechenden Grundherrschaftsrechten, die meist auf das Mittelalter zurückgingen, berechtigte zu (nicht per se erblichen) Titeln wie Freiherr zu Belp oder Herr zu Scheunen, in der Waadt entsprechend Baron de Rolle oder Seigneur de Bavois. Ähnliche an den Besitz gebundene Titel kennt man in der englischen und schottischen Gentry sowie früher in Frankreich und Italien. Sie entsprachen jedoch nicht dem deutschen Adelsrecht, welches zumindest für den Briefadel der Neuzeit die förmliche Erhebung in den Adelsstand durch einen Monarchen voraussetzte. Ländliche Herrenhäuser, die nicht auf mittelalterliche Burgen zurückgingen und keine Herrschaftsrechte besassen, werden im Raum der ehemaligen Stadt und Republik Bern als Campagnen bezeichnet (vergleichbar den Tiroler Ansitzen, die allerdings besondere Rechte besassen, insbesondere einen Sitz im Landtag sowie die Befreiung von den Gemeindesteuern). In der Stadt Bern oder anderen Städten des Territoriums besassen die Patrizierfamilien sogenannte Sässhäuser, vereinzelt eigentliche Stadtpalais, wie etwa den Erlacherhof.

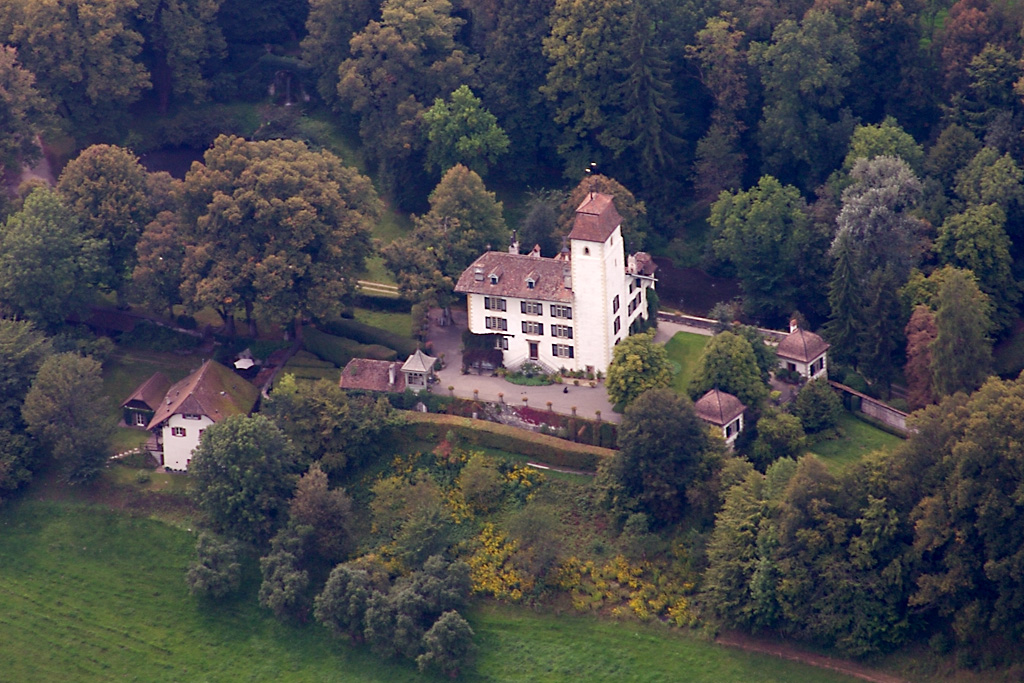
Schloss Rümligen
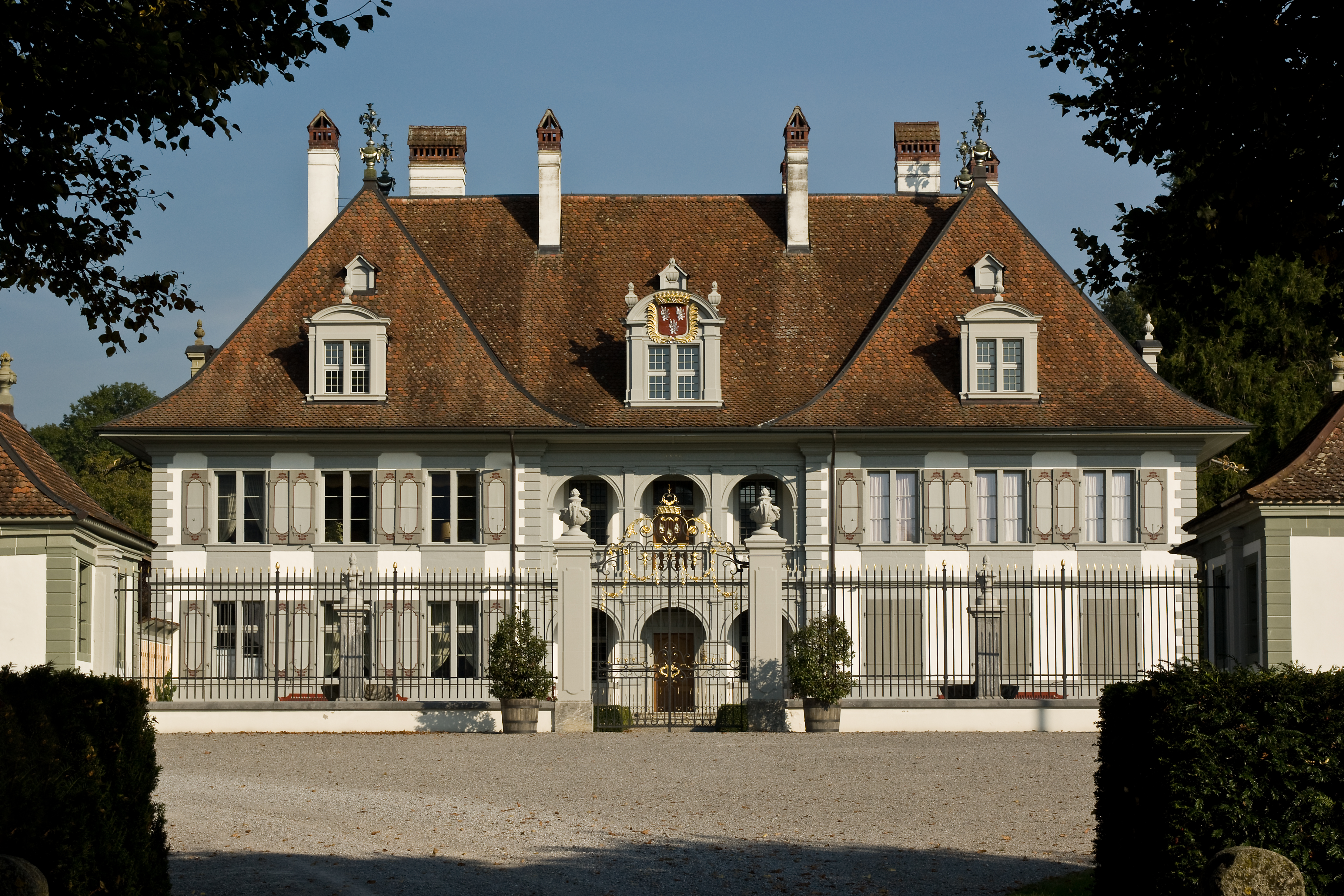
Neues Schloss Oberdiessbach
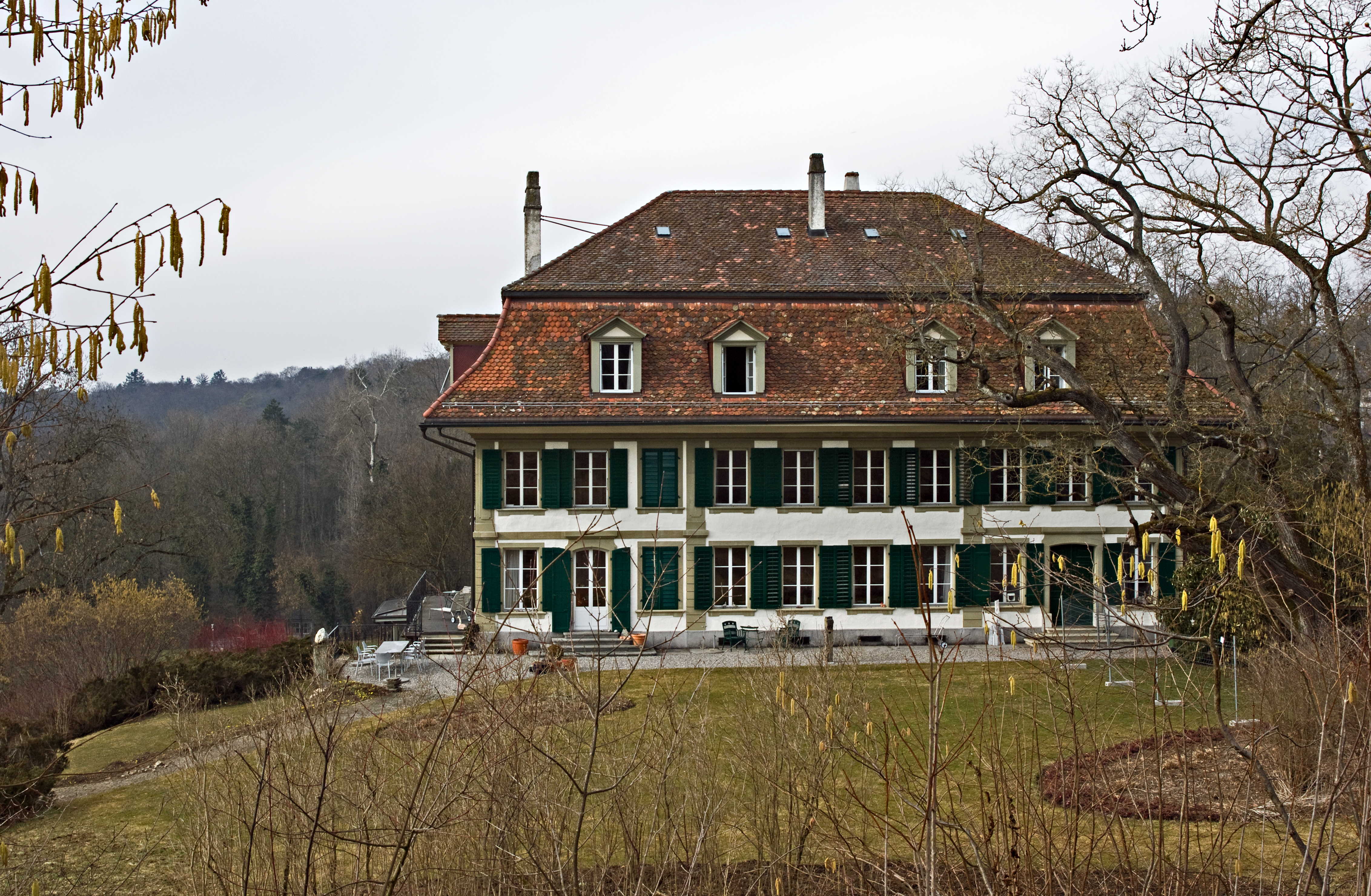
Campagne Elfenau
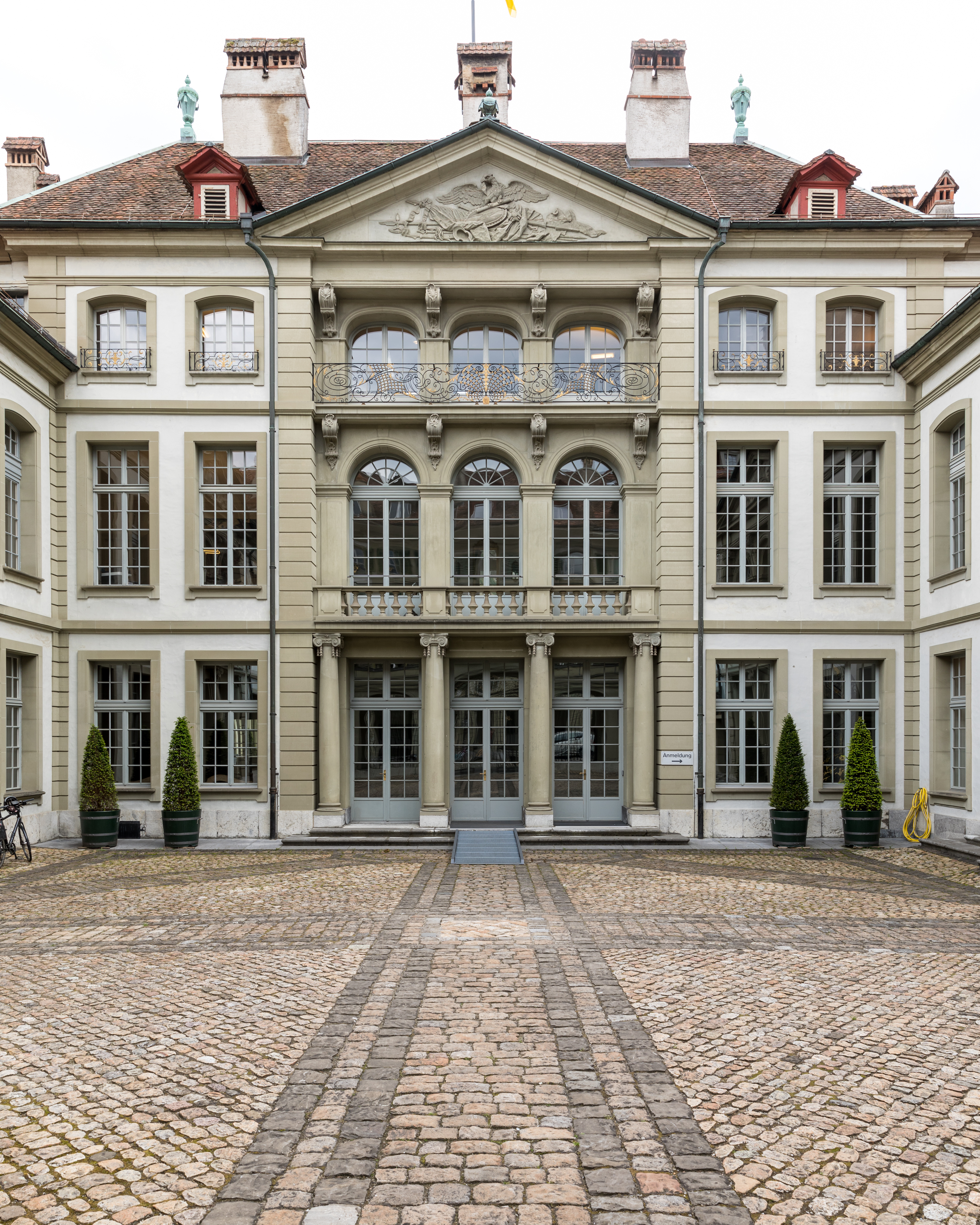
Erlacherhof, Bern